# Рома (богиня)
Рома (др.-греч. Ῥώμη, лат. Roma) — богиня, олицетворение города Рима как повелителя Вселенной.
Впервые стала предметом почитания у греков, особенно в Малой Азии, где в её честь строили храмы. Город Смирна гордился тем, что построил в 195 году до н. э. первый храм в честь Ромы. Со времён Августа богиня Рома получила, вместе с Divus Julius или с Августом, храмы, изображения, игры и празднества в эллинских городах.
Изображалась Рома, как видно по азиатским монетам, с короной в виде стены, с копьём и в доспехах. В самом Риме, особенно на монетах, Рома является всегда в образе воинственной героини, она изображается или стоя, опершись на щит, или сидя на оружии и держа богиню Победы в правой руке или на плече и т. п. В царствование Адриана в честь Ромы и Венеры был построен храм на Священной дороге, от которого сохранились только развалины.